# Lost Freedom
Lost Freedom este o compilație-tribut alcătuită din piese care aparțin lui Burzum. Acest tribut muzical este realizat de către diverse formații din Belarus, Rusia și Ucraina. Toate piesele sunt versiuni "cover" ale pieselor originale.
Este de menționat faptul că toate formațiile de pe această compilație fac parte din genurile National Socialist black metal (cunoscut și ca NSBM) și Rock Against Communism (cunoscut și ca RAC), elementele comune ale acestor două genuri fiind rasismul și ideologia neo-nazistă.

## Lista pieselor
1. Shepot Run - "Crying Orc"[2] (02:05)
2. Sokyra Peruna - "Lost Wisdom" (03:27)
3. Kolovrat - "My Journey To The Stars" (07:39)
4. Kroda - "Jesus' Tod" (07:54)
5. Russia - "War" (02:14)
6. Svarga - "Dunkelheit" (06:24)
7. Molot - "Stemmen Fra Tårnet" (05:53)
8. Wewelsburg - "Dauði Baldrs" (03:08)
9. M8l8th - "Black Spell Of Destruction" (06:31)
10. Rusich - "Tomhet" (10:10)